# Марія Чапська
Марія Чапська (пол. Maria Czapska; 6 лютого 1894, Прага, Австро-Угорщина — 11 червня 1981, Мезон-Лаффітт) — польська історикиня, літераторка. Доктор філософії (1928).
Походить з роду Чапських, дочка графа Єжи Гутен-Чапського (1861—1930) і його дружини графині Юзефи-Леопольдіни фон Тун-Гоґенштайн (1867—1903); сестра Юзефа Чапського.
Навчалася в Варшавському і краківському Ягеллонському університетах. Після Другої світової війни осіла в Парижі. Вивчала історію Реформації в Речі Посполитій, літературу періоду романтизму. Автор книги «Людвіка Снядецька» (1938, 2-е вид. 1958). У книзі «Європа в сім'ї» (1970, 2-е вид. 1989) дала багато відомостей з життя Емерика Чапського, детально описала маєток Станьково (біля Мінська).